# Мохавска гърмяща змия
Мохавските гърмящи змии (Crotalus scutulatus) са вид влечуги от семейство Отровници (Viperidae).
Разпространени са в голяма част от Мексико и югозападните части на Съединените американски щати.
Таксонът е описан за пръв път от американския зоолог Робърт Кеникът през 1861 година.

## Подвидове
- Crotalus scutulatus salvini
- Crotalus scutulatus scutulatus